# Papistylus
Papistylus es un género de arbustos perteneciente a la familia Rhamnaceae.

## Especies
- Papistylus grandiflorus (C.A.Gardner) Kellermann, Rye & K.R.Thiele
- Papistylus intropubens Rye